# Индогренадцы
Индогренадцы, или гренадцы индийского происхождения, составляют самую большую группу из меньшинств Гренады. Этот термин обычно не признается ни гренадцами, ни карибцами. Обычно они называют себя просто гренадцами или карибами. Эта группа населения впервые появилась во второй половине XIX века, когда Гренада экспериментировала с наёмным трудом. Ко второй половине XX века индийцы настолько интегрировались в общество Гренады, что особая индийская культурная самобытность была вообще незаметна. Кроме того, индийцы были вовлечены во все аспекты жизни Гренады. В настоящее время насчитывается более 12 000 гренадцев индийского и смешанного индийского происхождения (11% от общей численности населения).

## История
Историк С. Н. Ядав описал историю индогренадцев как «по сути историю относительно бессильной этнической группы, без какого-либо организованного сопротивления подчиняющейся окружающей среде, неблагоприятной для неё почти во всех смыслах». Историк Раймонд Д. Фихвег писал в 2007 году: «Начало торговли индийскими договорами... означало непрерывное смешение или креолизацию культур, что в конечном итоге поставило гренадских индийцев в положение культурной уязвимости. Когда в 1857 году индийцы прибыли на Гренаду, они оказались в положении, подчинённом господствующей англо-африканской креолизации. В Гренаде индийцы работают внутри и рядом с доминирующей афро-гренадской культурной формацией уже 150 лет». После отмены рабства в 1833 году и полного освобождения африканских рабов на Гренаде в 1838 году владельцы плантаций в регионе стремились найти альтернативные источники труда. Первоначально гренадские плантаторы предпринимали безуспешные попытки заменить рабский труд африканцев наёмными рабочими из Африки, Мальты и Португалии.
Плантаторы в Вест-Индии начали использовать наёмных рабочих из Британской Индии в качестве рабочей силы на своих плантациях. Узнав об успехе этого подхода, плантаторы в Гренаде также попытались нанять индийских наёмных рабочих. Британская Гренада легализовала иммиграцию в 1856 году, чтобы облегчить прибытие наёмных рабочих-мигрантов. Первое судно с наёмными рабочими из Индии, Maidstone, вышло из Калькутты 27 января 1857 года с 375 индийцами на борту. Оно прибыло в залив Ирвин в округе Сент-Патрик, Гренада, 1 мая 1857 года. Во время плавания погибли восемьдесят шесть индийцев. Большинство рабочих на Мейдстоне были распределены между плантациями в округах Сент-Патрик и Сент-Марк, а также в других округах. Ни один не был отправлен на плантации в округе Сент-Джон. Fulwood привёз 362 живых индийских рабочих на Гренаду в 1858 году, а Jalawar привёз 249 рабочих в следующем году. В течение 1857 и 1878 годов корабли перевезли в Гренаду 3033 индийца, не считая тех, кто погиб во время плавания. Последний корабль, на борту которого находились 175 индийских рабочих, прибыл на остров где-то между 1881 и 1885 годами. Всего на Гренаду было доставлено около 3206 индийцев, не считая погибших во время плавания. Только около 15% из них вернулись в Индию, в то время как остальные остались в стране даже после того, как их контрактный период закончился в 1890 году. Эти индийцы являются представителями индогренадской общины.
100-летие первого прибытия индийцев на Гренаду было отмечено в 1957 году. Это было первое в истории празднование этого дня на Гренаде. Следующее поминовение состоится более чем через пять десятилетий в 2009 году. Международная конференция по индийской диаспоре в Гренаде и Большом Карибском бассейне проходила с 29 апреля по 1 мая 2009 года, чтобы ознаменовать это событие, а также обсудить историю индокарибцев. Конференция была проведена Индо-Карибским культурным центром Co. Ltd., Индийской культурной организацией (Гренада) Inc. и Фондом индо-гренадского наследия (IHF) при поддержке группы компаний Belmont Estate и Верховной комиссии Индии в Тринидаде и Тобаго. Её официально открыл премьер-министр Кит Митчелл.
29 апреля 2009 года правительство Гренады объявило, что 1 мая будет официально объявлено Днём прибытия индийцев и ежегодно отмечаться одновременно с Днём труда. Эта дата уже была государственным праздником на Гренаде в связи с Днём труда. Правительство также объявило, что Бушери-роуд, дорога, ведущая к месту прибытия Мейдстоуна, будет официально переименована в Мейдстон-роуд в честь прибытия индийцев в Гренаду. Переименование было официально проведено на церемонии в 10:30 на перекрёстке Ла Форчун, Сент-Патрик, 2 мая 2009 года. Генерал-губернатор сэр Карлайл Глин открыл гранитную доску в честь прибытия первых индийцев в Гренаду. На мемориальной доске есть надпись: «1 мая 1857 года в этой бухте парусное судно «Мейдстон» бросило якорь и высадило 287 пассажиров, отбывших из Индии тремя месяцами ранее, с 304 пассажирами. В период с 1857 по 1890 годы другие суда причаливали в этой и других бухтах, привезшие в общей сложности 3200 человек из Индии, работавших в качестве подрядных сельскохозяйственных рабочих на Гренаде. Этот памятник посвящён тем, кто стал источником индо-гренадского населения нашей страны».